# NFN Open & Bloot
NFN Open & Bloot (bei Gründung Nederlandse Federatie van Naturistenverenigingen, bis 2020 Naturisten Federatie Nederland, kurz NFN) ist die niederländische Dachorganisation der FKK- und der Naturistenbewegung. Sie setzt sich vorrangig für eine höhere Akzeptanz der Nackterholung ein. Die Organisation wurde am 26. Februar 1961 gegründet. Der NFN gehören über 72.000 Mitglieder an.

## Geschichte
Die NFN Open & Bloot ist seit ihrer Gründung im Jahr 1961 die Interessenvertretung für Nackterholungssuchende und Naturisten in den Niederlanden. In den Niederlanden sind der NFN mehr als 80 lokale FKK-Vereine angeschlossen, die oft ihr eigenes Gelände haben. Der älteste ist der 1946 gegründete Verein Zon en Leven, der größte der 1955 gegründete belgisch-niederländische Verein Athena. Zwischen 1975 und 2005 wuchs die Mitgliederzahl der NFN von 6.500 auf 72.000.
1973 wurde beispielsweise in Callantsoog der erste öffentliche, offiziell anerkannte FKK-Strand ausgewiesen. Dies war erst nach einem Gerichtsurteil möglich. Ab Ende der 1970er Jahre setzte sich die NFN auch politisch für die Legalisierung von FKK-Stränden ein. Bis dahin hatten nur wenige Gemeinden, wie Callantsoog, Den Haag oder Zandvoort, einen FKK-Strand ausgewiesen. Erst seit der Gesetzgebung von 1986 ist FKK in den Niederlanden an jedem von der Gemeinde zu diesem Zweck bestimmten oder angemessen geeigneten Ort erlaubt (Artikel 430a des Strafgesetzbuches). Die Niederlande waren das erste Land der Welt, welches Gesetze zur legalen Nackterholung erlassen hat. NFN hat dazu beigetragen sicherzustellen, dass nicht-sexuelle Nacktheit in der Öffentlichkeit an geeigneten Orten in den Niederlanden nicht strafbar ist und dass Gemeindebehörden solche Erholung nicht einfach blockieren können.
Mitglieder erhalten die Zeitschrift UIT! und BlootGewoon! und eine Mitgliedskarte der Internationalen Naturisten-Föderation, die für den Besuch einiger FKK-Anlagen im In- und Ausland erforderlich ist.

## Magazine
Seit 2017 wird das Magazin Bloot herausgegeben. Mitglieder erhalten die Zeitschrift UIT.

## Prettig Bloot
Prettig Bloot ist ein Gütesiegel der NFN. In den Niederlanden zeigt dieses Siegel bei FKK-Bereichen einen geprüften Mindeststandard der Anlage im Bereich Sicherheit, Freiheit, Respekt, Offenheit und Gastfreundschaft an. Der Verhaltenskodex in diesen Bereichen soll unerwünschtes Verhalten verhindern.

## Jungen Naturistenverband Niederlande
Die Jugendsparte der Organisation wurde 1963 unter die Name JNFN gegründet und ist somit die zweitälteste Jugendorganisation für Naturisten und FKK-Anhänger. Nur die schon 1953 gegründete deutsche fkk-jugend ist älter. Der Name wurde 2018 von JNFN in NFNJ geändert, aber es werden Bemühungen unternommen, die Gruppe wieder in JNFN umzubenennen. Am HLB-Wochenende vom 11.-12.-13. März 2022 wurde in Waverveen die „Jonge Naturisten Vereniging Nederland“ oder „JNVN“ gegründet.
Die JNVN richtet sich an die Altersgruppe 15 bis 28 Jahre. Bis zum Alter von 18 Jahren ist die Zustimmung der Eltern erforderlich. Die Jugendorganisation hat auch eine eigene Mitgliederzeitschrift, die bis 2018 JNFN-Nieuws hieß.